# Borrego Springs
Borrego Springs è una comunità di 2 535 abitanti degli Stati Uniti, situata nella Contea di San Diego, nello Stato della California.
Il suo territorio si trova all'interno dell'Anza-Borrego Desert State Park.
In prossimità si trova il Borrego Valley Airport.
Il nome deriva da Juan Bautista de Anza fondatore della California spagnola, vissuto nel XVIII secolo. Fu il governatore del nuovo Messico, una carica che era esistita dal 1598 al 1822. Il nome Anza deriva da lui unito con Borrego che in spagnolo significa agnello. 
Il villaggio di Borrego Springs è riconosciuto come comunità internazionale del cielo scuro dall'International Dark-Sky Association (IDA). A Borrego Springs non ci sono semafori e l'illuminazione notturna è ridotta al minimo per proteggere la vista del cielo notturno. Borrego Springs dista circa 140 km dal centro di San Diego. L'International Dark-Sky Association l'ha designata come prima comunità internazionale Dark-Sky della California. È un centro per attività astronomiche pubbliche durante tutto l'anno.